# روز کارگر (فیلم)
روز کارگر (به انگلیسی: Labor Day) فیلمی به سبک درام محصول سال ۲۰۱۳ کشور آمریکاست. این فیلم بر اساس رمانی به همین نام نوشتهٔ جویس مینارد در سال ۲۰۰۹ است. این فیلم به‌صورت گسترده در تاریخ ۳۱ ژانویهٔ ۲۰۱۴ در آمریکا منتشر شد. در سال ۲۰۰۹ این فیلم معرفی شد و قرار شد جیسون رایتمن کارگردانی آن را به عهده بگیرد. در تاریخ ۱۶ ژوئن ۲۰۱۱ مشخص شد که قرار است نقش‌های اصلی این فیلم را جاش برولین (در نقش فرانک) و کیت وینسلت (در نقش ادل) بازی کنند. این فیلم در تاریخ ۲۹ اوت ۲۰۱۳ در جشنواره فیلم تلوراید معرفی شد.

## خلاصه داستان
داستان فیلم در سال ۱۹۸۷ اتفاق می‌افتد. داستان دربارهٔ ادل (کیت وینسلت) که مادری افسرده و غمگین است که از شوهرش جدا شده و همراه با پسر سیزده ساله اش هنری (گاتلین گریفیت) زندگی می‌کند. یکروز هنگامی که آنها مشغول خرید لباس هستند، مردی با لباس خونین به هنری نزدیک می‌شود و هنری و مادرش را متقاعد می‌سازد که او را به خانه ببرند. نام این مرد فرانک کمبرس (جاش برولین) است. مردی که به خاطر فرار از زندان تحت تعقیب پلیس محلی است و…

## بازیگران
- کیت وینسلت در نقش ادل
- جاش برولین در نقش فرانک کمبرس
- گاتلین گریفیت در نقش هنری ویلر نوجوان
- توبی مگوایر در نقش هنری ویلر
- کلارک گرگ در نقش جرالد
- بروک اسمیت در نقش اولین
- جیمز ون در بیک در نقش مأمور تریدول
- مایکا مونرو در نقش مندی
- اکسی گیلمور در نقش مارجوری
- براید فلمینگ در نقش النور
- لوکاس هجز در نقش ریچارد
- مایک فلاور در نقش بری